# Versalles (serie de televisión)
Versalles (Versailles) es una serie de televisión franco-canadiense que relata la construcción del Palacio de Versalles durante el reinado de Luis XIV. Fue estrenada en Francia el 16 de noviembre de 2015 en Canal+. La primera temporada consta de diez episodios y antes de su estreno el canal galo anunció su renovación para una segunda temporada. El rodaje comenzó en enero de 2015.
Se ordenó una segunda temporada antes del estreno de la primera. El rodaje de la segunda temporada comenzó en febrero de 2016; su historia tuvo lugar cuatro años después de la de la primera temporada. La segunda temporada se estrenó el 27 de marzo de 2017 en Francia El 14 de septiembre de 2016, el productor Claude Chelli confirmó que Versailles se había renovado para una tercera temporada, que comenzó a filmarse en abril de 2017. El 17 de abril de 2018, Variety informó que la tercera temporada de Versailles sería la última.
La serie ha sido rodada en inglés para tener mayor proyección internacional, hecho que ha recibido algunas críticas. Ya está siendo emitida en otros países como en España, cuyo estreno se produjo el 17 de noviembre por Canal+. En Reino Unido, BBC Two ya ha adquirido los derechos de la serie para su proyección.

## Argumento
Año 1667. La obsesión de Luis XIV (George Blagden), el célebre rey francés, es la de construir un gran palacio en Versalles, unas tierras a las afueras de la capital francesa. Todo ello con el objetivo de engrandecer su figura y someter a la nobleza, gran opositora de los planes del monarca, al que ponen en constantes apuros. A la vez, la serie también relata otros temas, como la complicada relación con su hermano Felipe I de Orleans (Alexander Vlahos), las relaciones del protagonista con sus innumerables amantes o las constantes intrigas de la Corte.

## Personajes
| Personaje                             | Actor            |
| ------------------------------------- | ---------------- |
| Luis XIV                              | George Blagden   |
| Felipe I de Orleans                   | Alexander Vlahos |
| Alexandre Bontemps                    | Stuart Bowman    |
| Fabien Marchal                        | Tygh Runyan      |
| Ana de Austria                        | Dominique Blanc  |
| María Teresa de Austria               | Elisa Lasowski   |
| Enriqueta de Inglaterra               | Noémie Schmidt   |
| Felipe de Lorena                      | Evan Williams    |
| Béatrice, Madame de Clermont          | Amira Casar      |
| Sophie de Clermont                    | Maddison Jaizani |
| Madame de Montespan                   | Anna Brewster    |
| Luisa de La Vallière                  | Sarah Winter     |
| Claudine                              | Lizzie Brocheré  |
| Jean-Baptiste Colbert                 | Steve Cumyn      |
| François Michel Le Tellier de Louvois | Joe Sheridan     |
| Jacobo Benigno Bossuet                | Geoffrey Bateman |
| André Le Nôtre                        | Thierry Harcourt |
| Duque de Cassel                       | Pip Torrens      |
| Montcourt                             | Anatole Taubman  |

## Emisión internacional
| País        | Canal de Tv |
| ----------- | ----------- |
| Francia     | Canal+      |
| España      | Canal+      |
| Portugal    | RTP1        |
| Reino Unido | BBC Two     |
| Alemania    | Sky Germany |
| Dinamarca   | C More      |
| Suecia      | C More      |
| Noruega     | C More      |
| Finlandia   | C More      |
| Polonia     | NC+         |
| Bulgaria    | bTV         |
| Bélgica     | VRT/ RTBF   |
| Chile       | OnDirecTV   |
| Argentina   | OnDirecTV   |